# Nannostomus

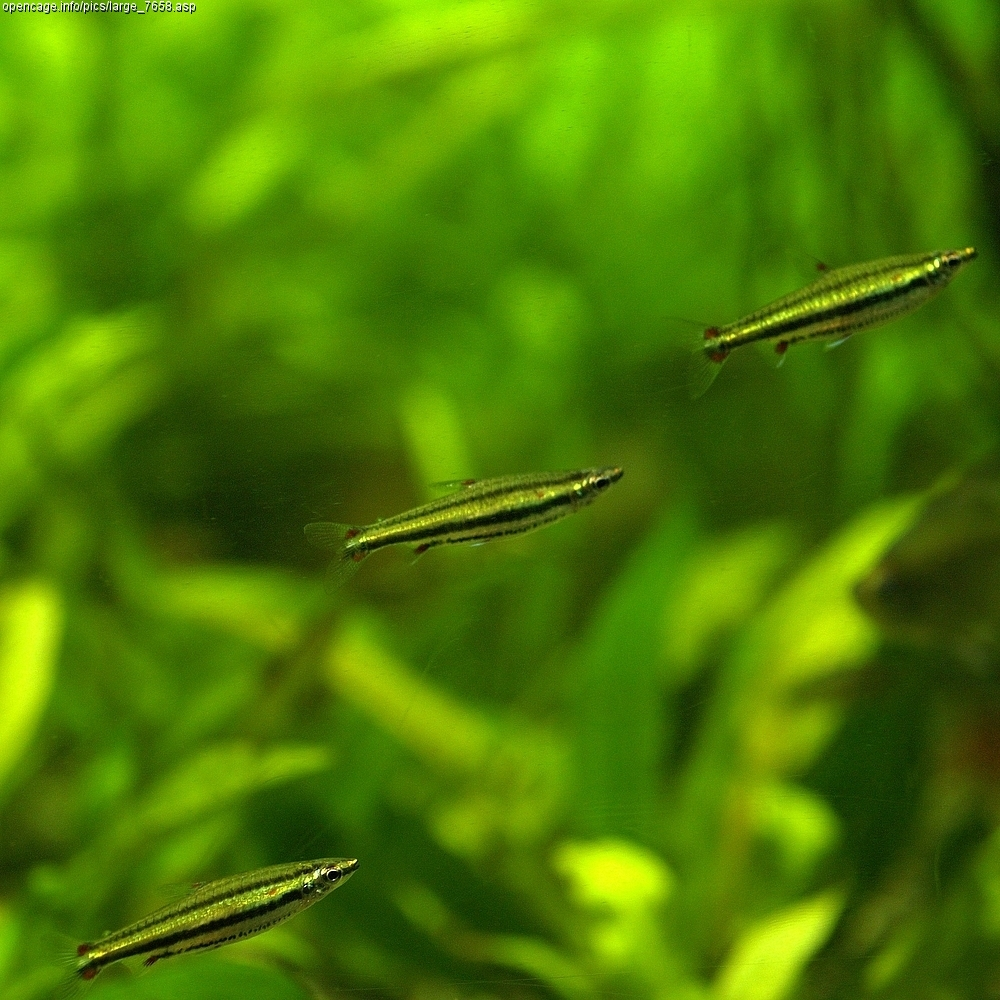
Nannostomus trifasciatus

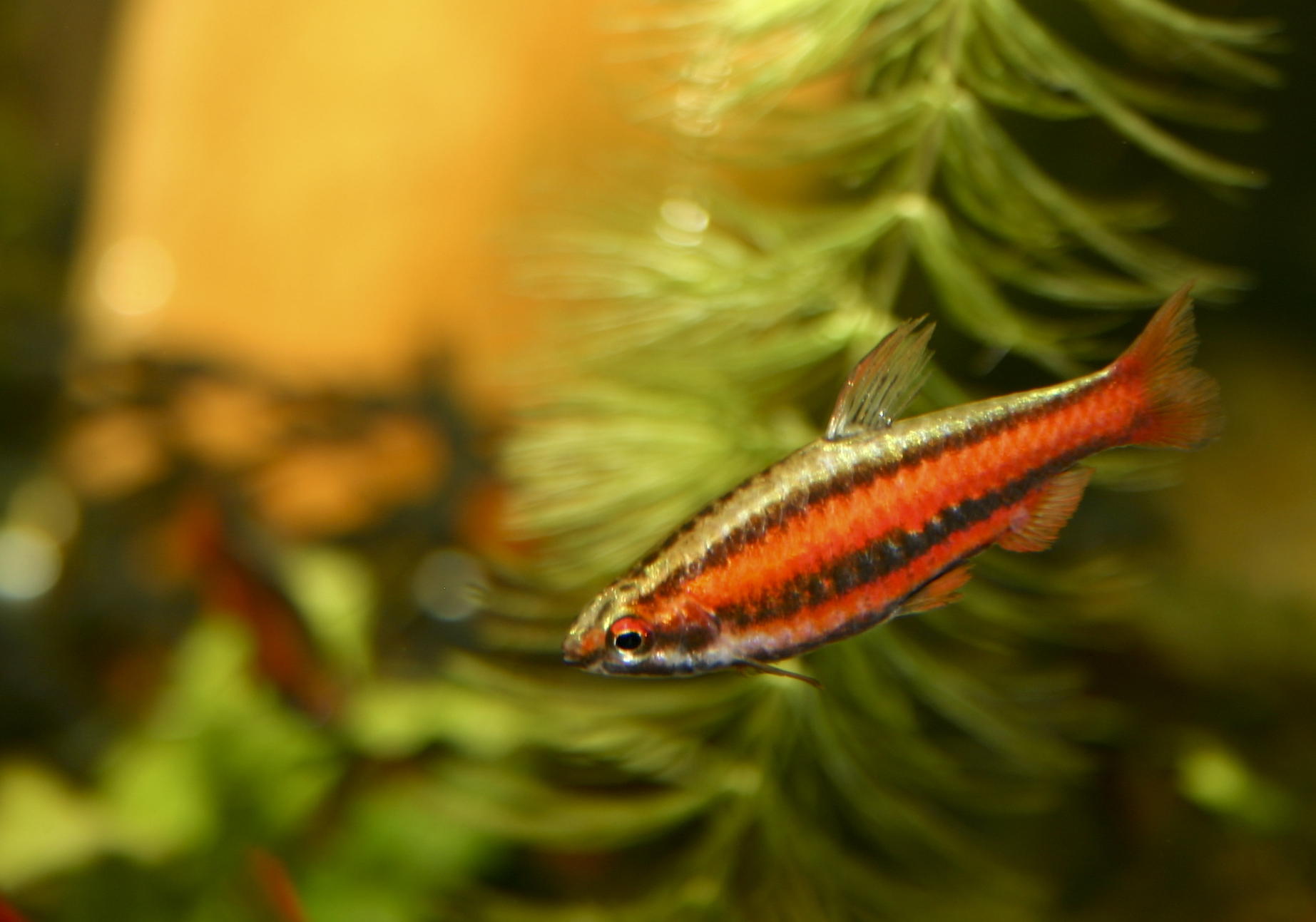
Nannostomus mortenthaleri

Nannostomus és un gènere de peixos pertanyent a la família dels lebiasínids.

## Etimologia
Del grec nanno (petit) + stomus (boca).

## Descripció
- La majoria de les espècies són primes i amb forma de llapis.
- Gairebé totes elles (llevat de Nannostomus espei) tenen cinc franges horitzontals de color negre o marró. A més, la majoria també mostra tonalitats vermelles, acarabassades o marrons a les seues aletes i moltes tenen espurnes de colors als seus flancs també.
- Aleta adiposa present en algunes espècies i absent en altres.
- Totes neden en posició horitzontal, tret de Nannostomus unifasciatus i de Nannostomus eques que ho fan en una posició obliqua.
- Hi ha dimorfisme sexual en algunes espècies: els mascles tenen colors més brillants que les femelles.[3]

## Distribució geogràfica
Es troba a Sud-amèrica: des de Colòmbia, Veneçuela i les Guaianes al nord fins a la conca meridional del riu Amazones i Bolívia al sud i Belém (el Brasil) a l'est.

## Taxonomia
- Nannostomus anduzei (Fernández & Weitzman, 1987)[5]
- Nannostomus beckfordi (Günther, 1872)[6]
- Nannostomus bifasciatus (Hoedeman, 1954)[7]
- Nannostomus britskii (Weitzman, 1978)[8]
- Nannostomus digrammus (Fowler, 1913)[9]
- Nannostomus eques (Steindachner, 1876)[10]
- Nannostomus espei (Meinken, 1956)[11]
- Nannostomus harrisoni (Eigenmann, 1909)[12]
- Nannostomus limatus (Weitzman, 1978)[8]
- Nannostomus marginatus (Eigenmann, 1909)[12]
- Nannostomus marilynae (Weitzman & Cobb, 1975)[13]
- Nannostomus minimus (Eigenmann, 1909)[12]
- Nannostomus mortenthaleri (Paepke & Arendt, 2001)[14]
- Nannostomus nitidus (Weitzman, 1978)[8]
- Nannostomus rubrocaudatus (Zarske, 2009)[15]
- Nannostomus trifasciatus (Steindachner, 1876)[16]
- Nannostomus unifasciatus (Steindachner, 1876)[17][18][19][20][21][22][23]

## Ús comercial
Algunes espècies són força populars com a peixos d'aquari a causa de les seues coloracions, morfologies i comportaments en captivitat. Fins ara, només dues espècies (Nannostomus beckfordi i Nannostomus harrisoni) han estat criades per al seu ús en aquariofília, sobretot a Àsia. Totes les altres espècies d'aquest gènere que es comercialitzen són exemplars capturats al seu entorn natural.